# Легтсе (волость)
Ле́гтсе (ест. Lehtse vald) — волость в Естонії, одиниця самоврядування в повіті Ярвамаа з 24 жовтня 1991 до 21 жовтня 2005 року.

## Географічні дані
Площа волості — 163 км2, чисельність населення становила 1651 особу.

## Населені пункти
Адміністративний центр — селище Легтсе (Lehtse alevik).
На території волості також розташовувалися 14 сіл (küla):
Йоотме (Jootme), Кирвекюла (Kõrveküla), Куру (Kuru), Ліннапе (Linnape), Ляпі (Läpi), Лясте (Läste), Патіка (Patika), Прууна (Pruuna), Рабасааре (Rabasaare), Раудла (Raudla), Ряґавере (Rägavere), Рясна (Räsna), Тииракирве (Tõõrakõrve), Янеда (Jäneda).

## Історія
24 жовтня 1991 року Легтсеська сільська рада перетворена у волость зі статусом самоврядування.
13 жовтня 1998 року відбулася зміна меж між волостями Амбла та Легтсе.
16 червня 2005 року Уряд Естонії постановою № 139 затвердив утворення нової адміністративної одиниці — волості Тапа — шляхом об'єднання територій волості Легтсе та двох самоврядувань зі складу повіту Ляене-Вірумаа: міста Тапа та волості Саксі (виключаючи села Кіку, Парійзі й Салда). Зміни в адміністративно-територіальному устрої, відповідно до постанови, набрали чинності 21 жовтня 2005 року після оголошення результатів виборів до волосної ради нового самоврядування. Волость Легтсе вилучена з «Переліку адміністративних одиниць на території Естонії».